# Azione privilegiata
Le azioni privilegiate sono una particolare categoria di azioni caratterizzata dal fatto di conferire al possessore un privilegio quanto al diritto agli utili e/o alla quota di liquidazione. Si tratta di una categoria speciale di azioni "tipica", essendo essa ammessa espressamente dall'art. 2350, comma 1 del Codice civile. Tale privilegio può assumere le più svariate articolazioni, potendo ad esempio consistere nel diritto a una determinata quota dell'utile distribuibile prima che venga assegnato il dividendo alle azioni ordinarie o ancora nel consentire un dividendo cumulabile e quindi, entro un certo numero di anni, il recupero dei dividendi non corrisposti in precedenza per mancanza o insufficienza di utili.
Essenzialmente l'unico limite di carattere generale che viene ravvisato nella configurazione del privilegio patrimoniale è costituito dal divieto del patto leonino.
L'emissione di azioni privilegiate, ma con diritto di voto alle sole delibere dell'assemblea straordinaria, viene promossa da quei gruppi di comando che volendo aumentare il capitale, non vogliono vedere pregiudicato il proprio controllo sulla società. La facoltà di emettere azioni a voto limitato è concessa nella percentuale massima del 50% del capitale sociale.